# Chad McQueen
Chadwick Steven McQueen (28 de diciembre de 1960 - 11 de septiembre de 2024) fue un actor, productor de cine, artista marcial y piloto de carreras estadounidense. Fue el único hijo del actor Steve McQueen (1930-1980).

## Primeros años de vida
Chadwick Steven McQueen nació el 28 de diciembre de 1960 en Los Ángeles, hijo de los actores Steve McQueen y Neile Adams. Desde muy pequeño, McQueen fue un entusiasta de los automóviles, las motocicletas y las carreras, intereses que heredó de su padre. Comenzó a competir en motos de cross a los 9 años y, en tres años, ganó su clase en el World Mini Grand Prix. Pasó al automovilismo, ganando su primera carrera: el evento Mini Le Mans, una pista solo para niños creada en el set de la película de 1971 Le Mans , cuando McQueen tenía 10 años. Antes de que se completara el rodaje de esa película, McQueen disfrutaba corriendo a velocidades de tres dígitos en las rectas mientras estaba sentado en el regazo de su padre al volante de un Porsche 917. A los 12 años, ganó su clase en el World Mini Grand Prix.

## Trayectoria artística
McQueen comenzó su carrera como actor de cine, interpretando al personaje Dutch en Karate Kid y The Karate Kid Part II. Su carrera actoral posterior incluyó papeles principales en películas de acción directas a video, como Martial Law, Death Ring y Red Line. También trabajó como productor y ganó un premio Telly por su documental "Filming at Speed". Tras retirarse de la actuación, McQueen apareció como él mismo en varios programas de televisión relacionados con el automovilismo, como Hot Rod TV y Celebrity Rides. Se intentó que repitiera su papel de Dutch en la serie Cobra Kai, pero sus compromisos con su empresa, McQueen Racing, y sus problemas con las lesiones en las carreras lo impidieron. Estuvo a punto de aparecer en la sexta temporada, pero se retiró por problemas de agenda.

## Trayectoria como piloto de carreras
Su carrera profesional en las carreras comenzó en el Sports Car Club of America (SCCA). McQueen compitió en diversas disciplinas, desde motocross hasta la Baja 1000. Formó equipo con la leyenda belga del automovilismo Jacky Ickx y su hija Vanina, pilotando tres Porsche 959 restaurados por Porsche Motorsports para el evento de Goodwood de 2004. También en 2004, se clasificó para las eliminatorias del SCCA, donde ganó varias pruebas. Compitiendo para Westernesse Racing, terminó cuarto. En enero de 2006, sufrió lesiones graves (fractura de la parte inferior de la pierna izquierda, dos fracturas vertebrales y múltiples fracturas costales) en un accidente en el Daytona International Speedway mientras practicaba para las 24 Horas de Daytona Sports Car. Regresó a Daytona durante las 24 Horas de Daytona Rolex de 2007 para agradecer a los médicos y al personal de la pista que, según él, le salvaron la vida. Posteriormente, McQueen declaró que sus días como piloto habían terminado y que quería convertirse en dueño de un equipo. En noviembre de 2007, regresó al Daytona International Speedway y se puso al volante del Brumos 1975 Ecurie Escargot RSR, conduciéndolo en las exhibiciones en el Porsche Rennsport Reunion III. En enero de 2010, fundó McQueen Racing, LLC, una empresa que se asocia con líderes en las industrias de motocicletas y automóviles personalizados para el desarrollo de automóviles, motocicletas y accesorios personalizados de edición limitada y alto rendimiento.

## Vida personal
Chad McQueen salió con Jill Henderson White Pasceri en la década de 1980, jinete y entrenadora de caballos de la USEF. Jill es hija del trombonista Jimmy Henderson. Estuvo casado con Stacia Toten (quien posteriormente se casó con el miembro del Salón de la Fama del Hockey, Luc Robitaille) de 1987 a 1990. La pareja tuvo un hijo, Steven R. McQueen (n. 1988), actor, quien participó regularmente en las series de televisión The Vampire Diaries y Chicago Fire. McQueen se casó con Jeanie Galbraith en 1993.
Su hermana, Terry, era propietaria de una productora cinematográfica en Malibú. Falleció en 1998 por complicaciones respiratorias tras un trasplante de hígado, a los 38 años.

### Muerte
McQueen murió por una insuficiencia orgánica en su rancho en Palm Desert, California, el 11 de septiembre de 2024, a la edad de 63 años. Según un amigo, Arthur Barens, McQueen nunca se recuperó por completo de una lesión que sufrió en una caída en 2020. El episodio de Cobra Kai "Benvinguts a Barcelona" estuvo dedicado a su memoria.

## Filmografía
- 1978 Skateboard
- 1983 Hadley's Rebellion
- 1984 The Karate Kid
- 1984 V
- 1985 Fever Pitch
- 1985 The Fascination
- 1986 The Karate Kid Part II
- 1987 Nightforce
- 1989 Jesse Hawkes
- 1991 Martial Law
- 1992 Death Ring
- 1992 Where the Red Fern Grows: Part Two
- 1993 New York Cop
- 1993 Firepower
- 1994 Sexual Malice
- 1994 Jimmy Hollywood
- 1994 Indecent Behavior II
- 1994 Bullet II
- 1994 Search and Rescue
- 1994 Possessed by the Night
- 1995 Number One Fan
- 1996 Red Line
- 1996 Squanderers
- 1998 Papertrail
- 1998 Surface to Air
- 2001 The Fall